# Voor een verloren soldaat
Voor een verloren soldaat (tj. Pro ztraceného vojáka) je nizozemský hraný film z roku 1992, který režíroval Roeland Kerbosch podle vlastního scénáře. Film byl natočen podle stejnojmenné životopisné novely Rudi van Dantziga, holandského tanečníka a choreografa. Pojednává o vztahu 12letého chlapce a kanadského vojáka během osvobozování Nizozemska od německé okupace za druhé světové války.

## Děj
Dospělý Jeroen vzpomíná na dobu, kdy byl v roce 1944 spolu s dalšími chlapci poslán rodiči na venkov, aby se vyhnuli válce. Ve městě je nedostatek potravin a na venkově je situace o něco lepší. Jeroen bydlí u rybářské rodiny a stýská se mu po domově. Situace se změní, když obec osvobodí kanadská armáda. Jeroen se seznamuje s mladým vojákem Waltem Cookem a tráví spolu volný čas. Jejich vztah se postupně stává sexuální. Po několika dnech se dostane Waltova jednotka rozkaz k přesunu a Walt odjíždí, aniž by se stihl s Jeroenem rozloučit. Jeroen je nešťastný a jedinou fotografii, která mu připomínala vojáka, zničí déšť. Po skončení války se vrací ke své rodině do Amsterdamu.
Z Jeroena se stane tanečník a choreograf. Jednoho dne mu přijde dopis od jeho pěstounské rodiny z venkova. V ní je snímek, na kterém je společně s rodinou a vojenská psí známka. Uvědomí si, že nyní může po letech ztraceného vojáka vypátrat.

## Obsazení
| Maarten Smi            | Jeroen Boman              |
| Jeroen Krabbé          | Jeroen Boman jako dospělý |
| Andrew Kelley          | Walt Cook                 |
| Freark Smink           | Heit                      |
| Elsje de Wijn          | Mem                       |
| Derk-Jan Kroon         | Jan                       |
| Wiendelt Hooijer       | Henk                      |
| Iris Misset            | Bonden                    |
| Gineke de Jager        | Elly                      |
| Tatum Dagelet          | Gertie                    |
| Marie-José Kouwenhoven | Renske                    |
| Valerie Valentine      | Laura                     |
| William Sutton         | Chuck                     |
| Andrew Cassani         | Winslow                   |